# Şarafutdin Jumanyýazow
Şarafutdin Jumanyýazow, ros. Шарафутдин Жуманиязов, Szarafutdin Żumanijazow (ur. 10 stycznia 1970, Turkmeńska SRR) – turkmeński piłkarz, grający na pozycji obrońcy lub pomocnika.

## Kariera piłkarska

### Kariera klubowa
W 1989 rozpoczął karierę piłkarską w klubie Ahal-TsOP Ak-Daşaýak, skąd w następnym sezonie trafił do Merw FK. W 1991 wrócił do klubu z Ak-Daşaýaku, który już zmienił nazwę na Ahal. Potem występował w Turanie Daszoguz, w którym zakończył karierę piłkarską w roku 2007.

### Kariera reprezentacyjna
W 1999 bronił barw reprezentacji Turkmenistanu.

## Sukcesy i odznaczenia

### Sukcesy piłkarskie
Turanu Daszoguz
- zdobywca Pucharu Turkmenistanu: 1995
- finalista Pucharu Turkmenistanu: 1994

### Sukcesy indywidualne
- król strzelców Mistrzostw Turkmenistanu: 1999 (16 goli)